# Hệ thống truyền thông
Trong viễn thông, một hệ thống truyền thông là một tập hợp các mạng thông tin liên lạc cá nhân, hệ thống truyền dẫn, chuyển tiếp, trạm nhánh, và các dữ liệu thiết bị đầu cuối (DTE) thường có khả năng kết nối để tạo thành một tổng thể tích hợp.